# 措恩島
55°27′29″N 10°29′0″E / 55.45806°N 10.48333°E
措恩島（丹麥語：Tornø），是丹麥的島嶼，位於該國第三大島嶼菲英島北部歐登塞灣，處於歐登塞東北面7公里，由凱特明訥市鎮負責管轄，面積0.21平方公里。